# Saint-Maixant (Żyronda)
Saint-Maixant – miejscowość i gmina we Francji, w regionie Nowa Akwitania, w departamencie Żyronda. Nazwa miejscowości pochodzi od imienia św. Maksencjusza.
Według danych na rok 1990 gminę zamieszkiwało 1349 osób, a gęstość zaludnienia wynosiła 176 osób/km² (wśród 2290 gmin Akwitanii Saint-Maixant plasuje się na 314. miejscu pod względem liczby ludności, natomiast pod względem powierzchni na miejscu 1226.).